# Masakra w areszcie w Żółkwi

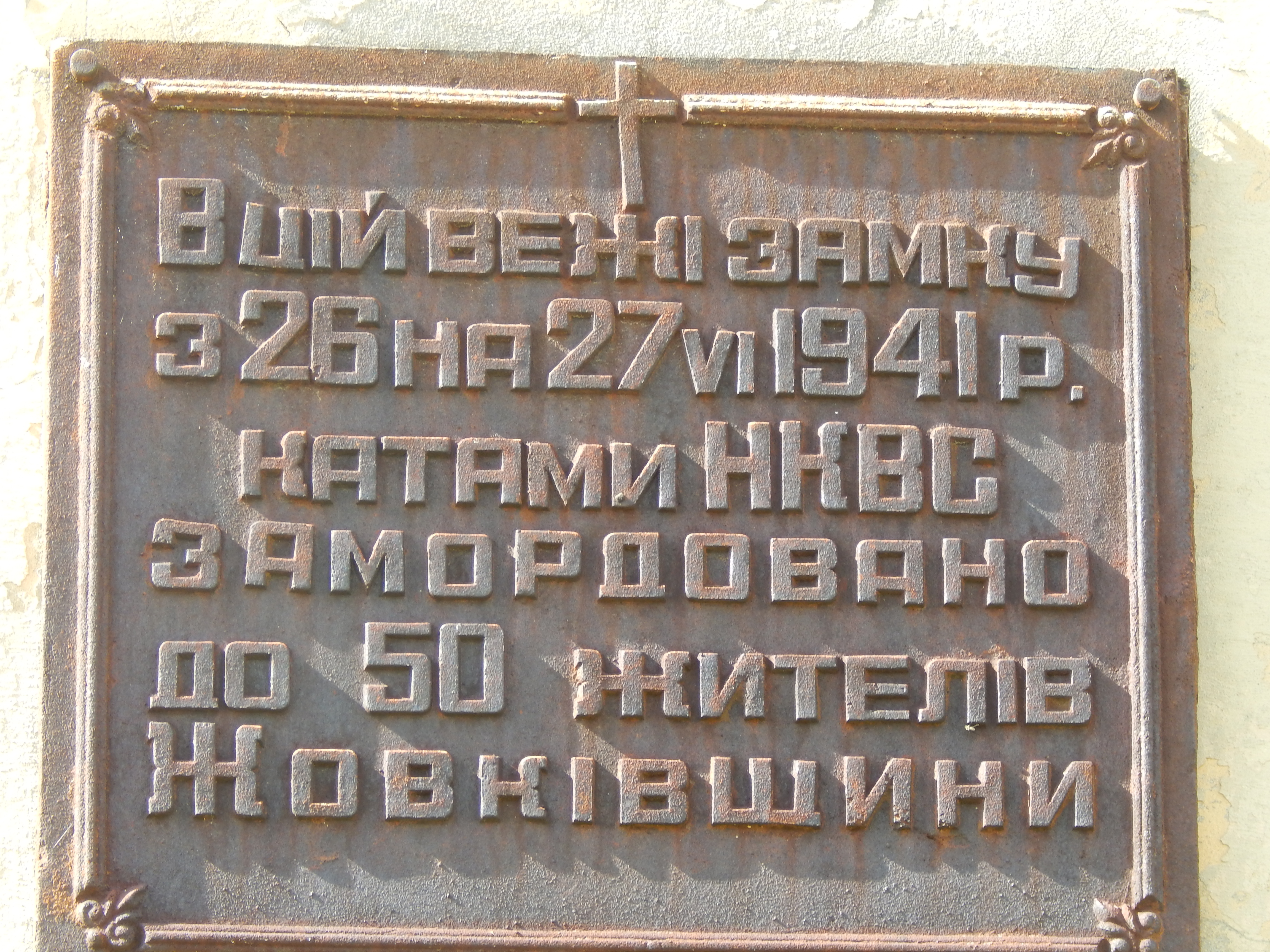
Tablica na zamku w Żółkwi upamiętniająca ofiary masakry

Masakra w areszcie w Żółkwi – mord na więźniach przetrzymywanych w areszcie w Żółkwi dokonany przez funkcjonariuszy NKWD w ostatnich dniach czerwca 1941 roku. Ofiarą zbrodni padły 34 osoby. Była to jedna z wielu tzw. masakr więziennych, dokonanych przez NKWD po rozpoczęciu niemieckiej inwazji na ZSRR.

## Geneza
Po klęsce wrześniowej Żółkiew wraz z resztą ziem kresowych znalazła się pod okupacją ZSRR. Osoby zatrzymane przez sowiecki aparat bezpieczeństwa były osadzane w celach przedwojennego więzienia grodzkiego. Mieściło się ono w jednej z baszt żółkiewskiego zamku i było w stanie pomieścić kilkudziesięciu więźniów. W pozostałych pomieszczeniach zamku znajdowały się siedziby innych instytucji.
22 czerwca 1941 roku nazistowskie Niemcy dokonały inwazji na Związek Radziecki. Pierwsze tygodnie wojny miały bardzo pomyślny przebieg dla strony niemieckiej. Dywizjom Wehrmachtu udało się bowiem rozbić wojska nadgranicznych okręgów wojskowych ZSRR, a następnie wedrzeć się w głąb terytorium przeciwnika. Wobec szybkich postępów niemieckiego natarcia władze sowieckie podjęły decyzję o likwidacji więźniów politycznych przetrzymywanych w więzieniach i aresztach zachodnich obwodów ZSRR. W myśl rozkazu ludowego komisarza spraw wewnętrznych Ławrientija Berii z 24 czerwca 1941 roku stracone miały zostać osoby skazane za „działalność kontrrewolucyjną”, „działalność antysowiecką”, sabotaż i dywersję, a także więźniowie polityczni znajdujący się w śledztwie.

## Przebieg masakry

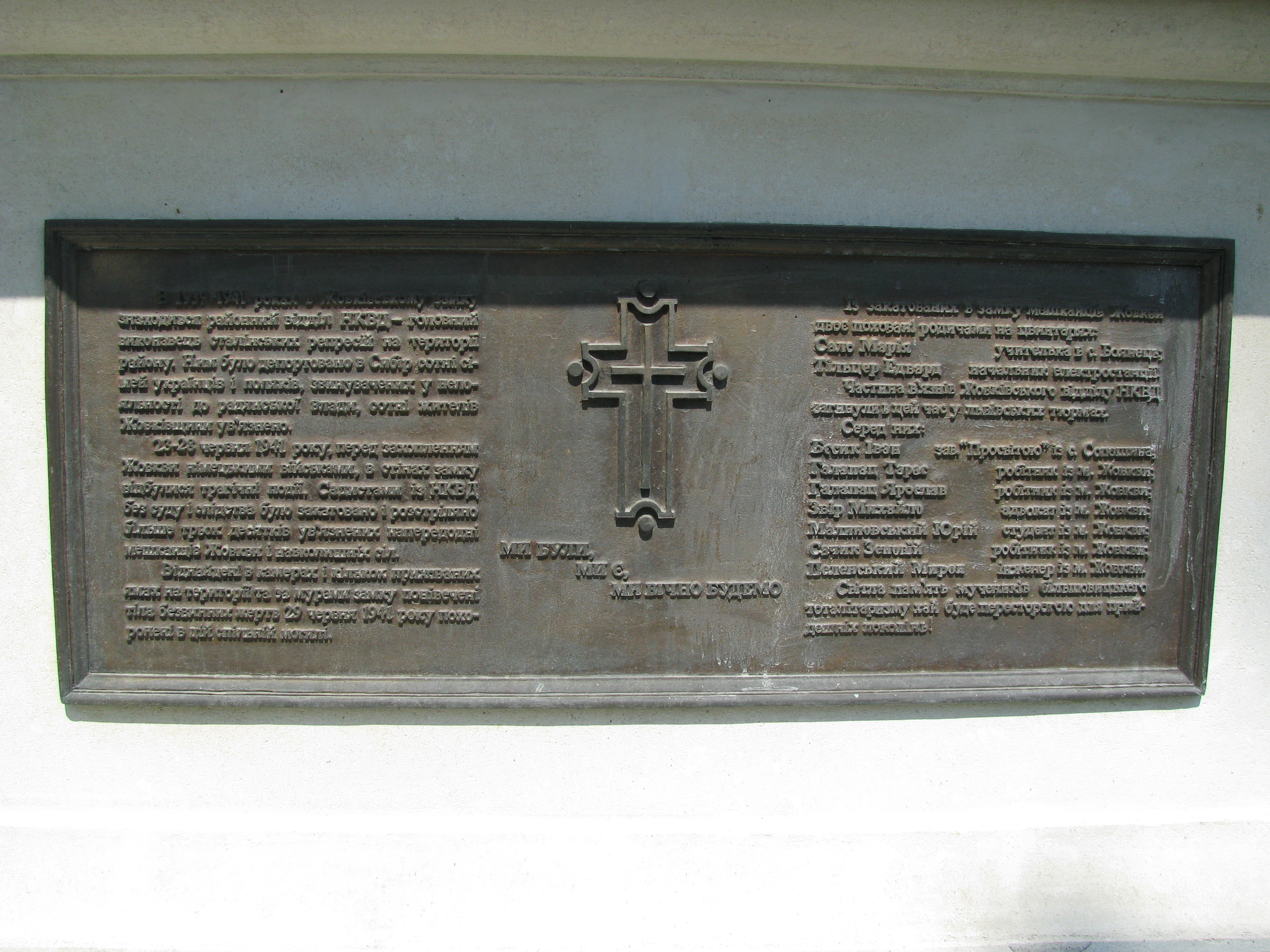
Jedna z tablic upamiętniających zamordowanych więźniów

Po wybuchu wojny funkcjonariusze NKWD przystąpili do likwidacji więźniów przetrzymywanych na żółkiewskim zamku. Istnieją rozbieżne relacje na temat przebiegu tych egzekucji. Według jednej z wersji, aresztantów zabijano strzałem w tył głowy pod płotem na dziedzińcu aresztu. Ukraiński nauczyciel, który był świadkiem ekshumacji ofiar masakry, twierdził jednak, że zwłoki nie nosiły śladów ran postrzałowych. Według niepotwierdzonej relacji, ofiary prowadzono do sąsiadującego z aresztem parku i tam roztrzaskiwano im czaszki uderzeniem łomu.
Enkawudziści nie zdołali zlikwidować wszystkich więźniów przed nadejściem wojsk niemieckich. W nocy z 28 na 29 czerwca, po ewakuacji Sowietów z Żółkwi, kilka niedoszłych ofiar zdołało wydostać się z cel i uciec z aresztu. Według jednego ze źródeł wśród uratowanych znajdował się niemiecki jeniec.
Następnego dnia do miasta wkroczyły oddziały Wehrmachtu. Mieszkańcy udali się wówczas na zamek, licząc, że odnajdą tam aresztowanych krewnych i przyjaciół. Na dziedzińcu aresztu odkryto dwa zbiorowe groby, które enkawudziści zakopali, a następnie przykryli drewnianymi deskami. Wspomniany nauczyciel twierdził, że z grobów wydobyto 29 zwłok. W latach 90. XX wieku władze ukraińskie sporządziły natomiast imienną listę ofiar, w której znalazły się nazwiska 34 osób. To samo źródło podaje, że trzydzieści ofiar było narodowości ukraińskiej, a pozostałe cztery narodowości polskiej.
Masakra w areszcie nie była jedyną zbrodnią popełnioną przez wycofujących się na wschód Sowietów. W okolicach Żółkwi żołnierze Armii Czerwonej zamordowali kilku rolników, mimo iż wcześniej skorzystali z ich gościnności.